# Magic Sword
Magic Sword — американське електронне тріо з Бойсе, штат Айдахо, США. Група відома своїми сценічними образами у плащах і масках, які вони використовують щоб не розкривати свої обличчя.
Група складається з трьох музикантів, які відрізняються кольорами масок: The Keeper (червона маска, клавіатура), The Seer (синя маска, гітара) і The Weaver (жовтая маска, барабани).

## Історія
Група Magic Sword була сформована в 2013 році. У тому ж році вони випустили свій дебютний повноформатний альбом під назвою Magic Sword Vol. 1 на лейблі Tender Loving Empire. Разом з альбомом, тріо випустило книгу коміксів з однойменною назвою. У 2016 році тріо випустило свій перший міні-альбом на лейблі Size Records під назвою Legend. У вересні 2016, група вирушила у свій перший національний тур. Під час туру у 2018 році їх супроводжували Mr.Kitty, Nite і Ceegix.
Дві композиції Magic Sword були використані у відеогрі Hotline Miami 2: Wrong Number.
Композиція In the Face of Evil (укр. «В обличчі зла») також була використана в офіційному трейлері до фільму «Тор: Раґнарок». 
У вересні 2019 року відвідали Comic Con Ukraine 2019 (Україна, Київ; 21-22 вересня 2019 року).

## Дискографія
Студійні альбоми
- «Magic Sword Vol. 1» (2015, Tender Loving Empire)

Міні-альбоми
- «Legend» (2016, Size Records)